# Richard Faulds
Richard Faulds (n. 16 martie 1977, Guildford, Anglia, Regatul Unit) este un trăgător de tir ce a reprezentat Regatul Unit al Marii Britanii și al Irlandei de Nord, medaliat olimpic. A participat la 5 ediții ale Jocurilor Olimpice (1996, 2000, 2004, 2008, 2012) în care a câștigat o medalie de aur.